# Dagstorps kyrka
Dagstorps kyrka tillhör Dösjebro församling i Lunds stift. Kyrkan ligger på en kulle 6 kilometer nordväst om Kävlinge.

## Kyrkobyggnaden

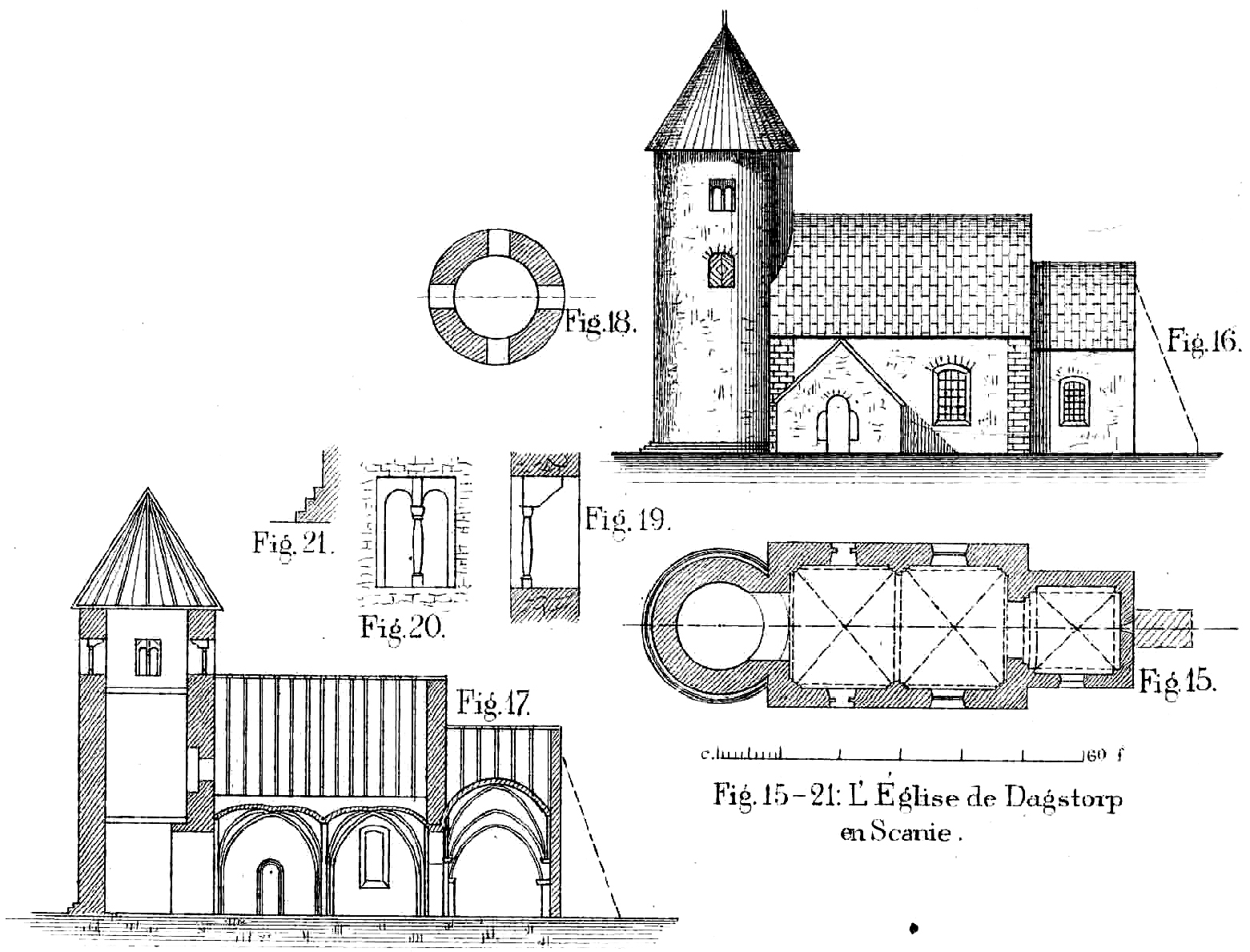
Dagstorp kyrka vid mitten av 1800-talet. Ritning av Nils Månsson Mandelgren, publicerad 1883.

Den äldre kyrkan var uppförd under 1100-talet och hade ett runt västtorn som troligtvis tillkommit omkring 1200. Nuvarande kyrka är ritad av Johan Erik Söderlund. Den uppfördes 1861 på samma ställe som den gamla medeltidskyrkan. Kyrkan består av långhus med ett tresidigt avslutat kor i öster. Vid långhusets västra sida finns ett kyrktorn med trappgavlar.

## Inventarier
- Dopfunten i sandsten är från 1100-talet. Tillhörande dopfat av mässing är från 1500-talet.

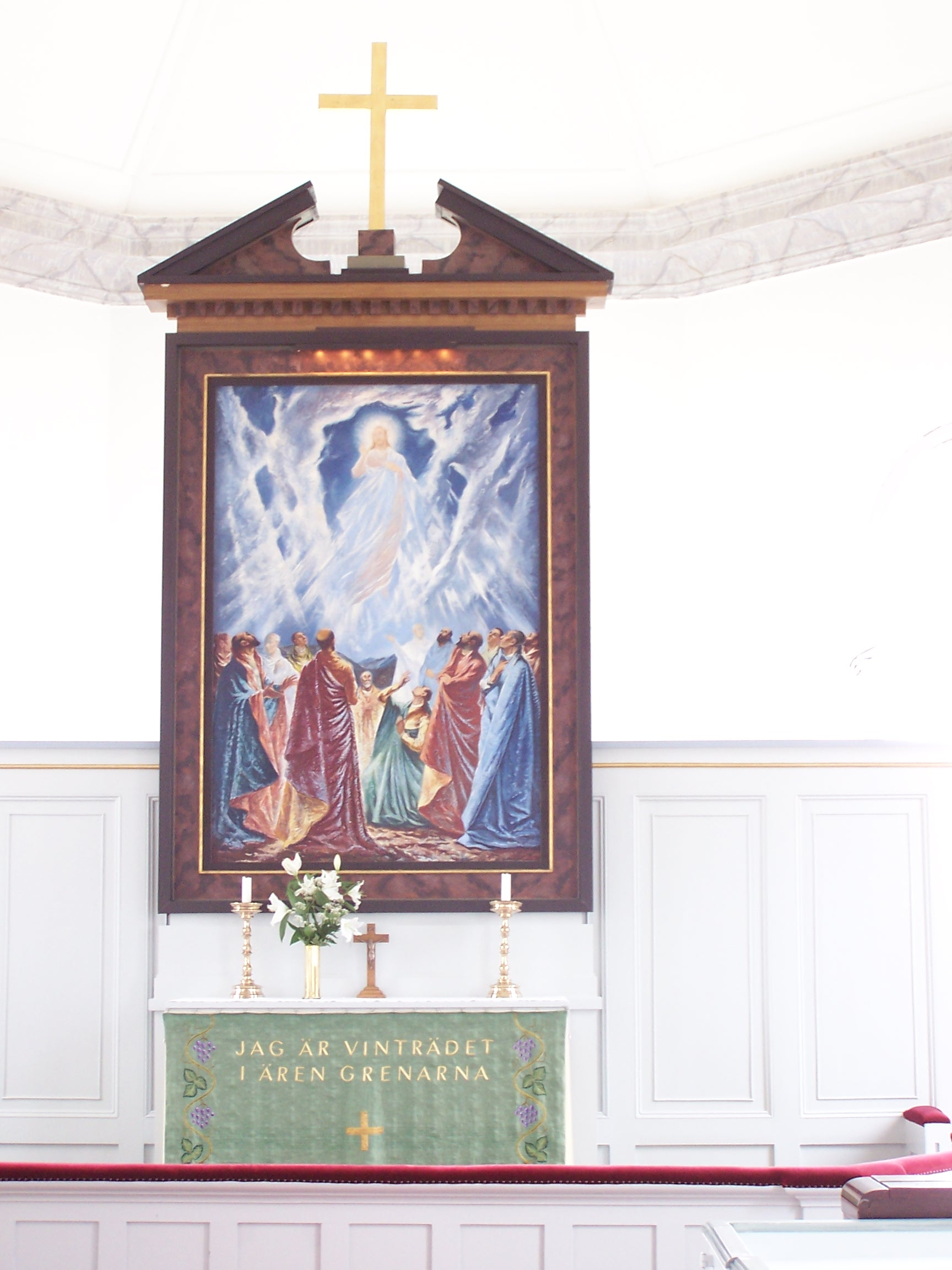
Altaret i kyrkan
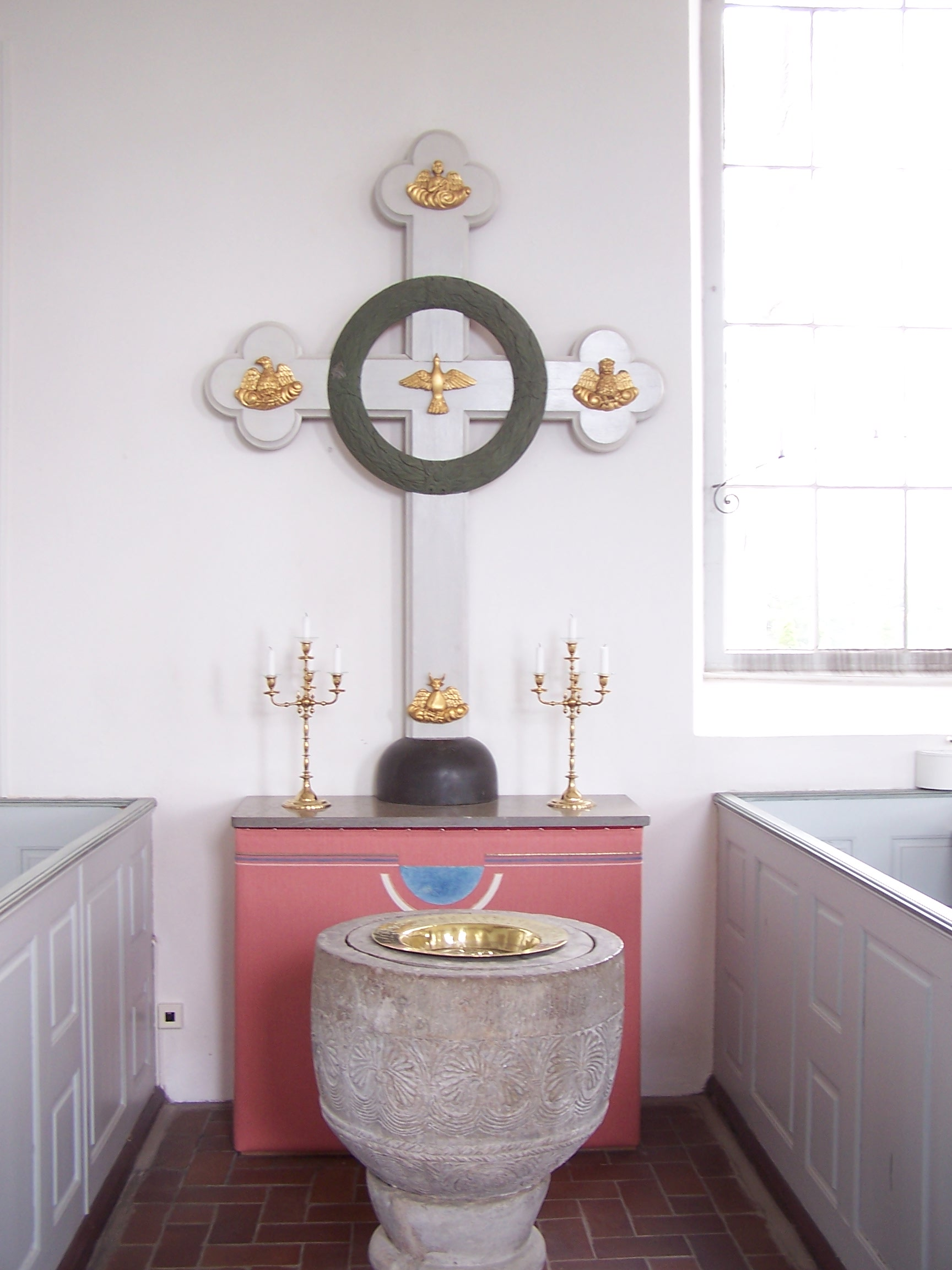
Dopfunten
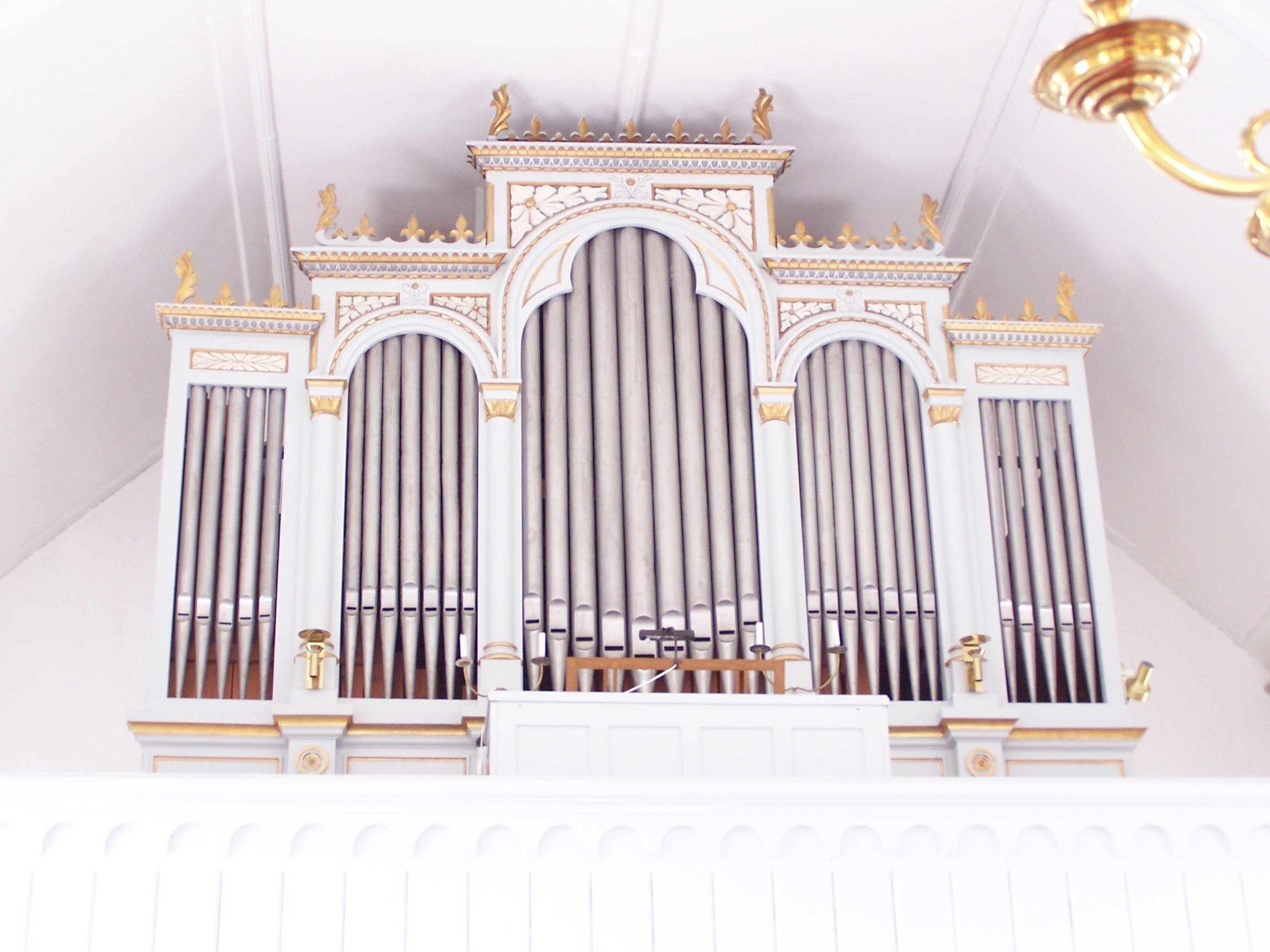
Orgelfasaden
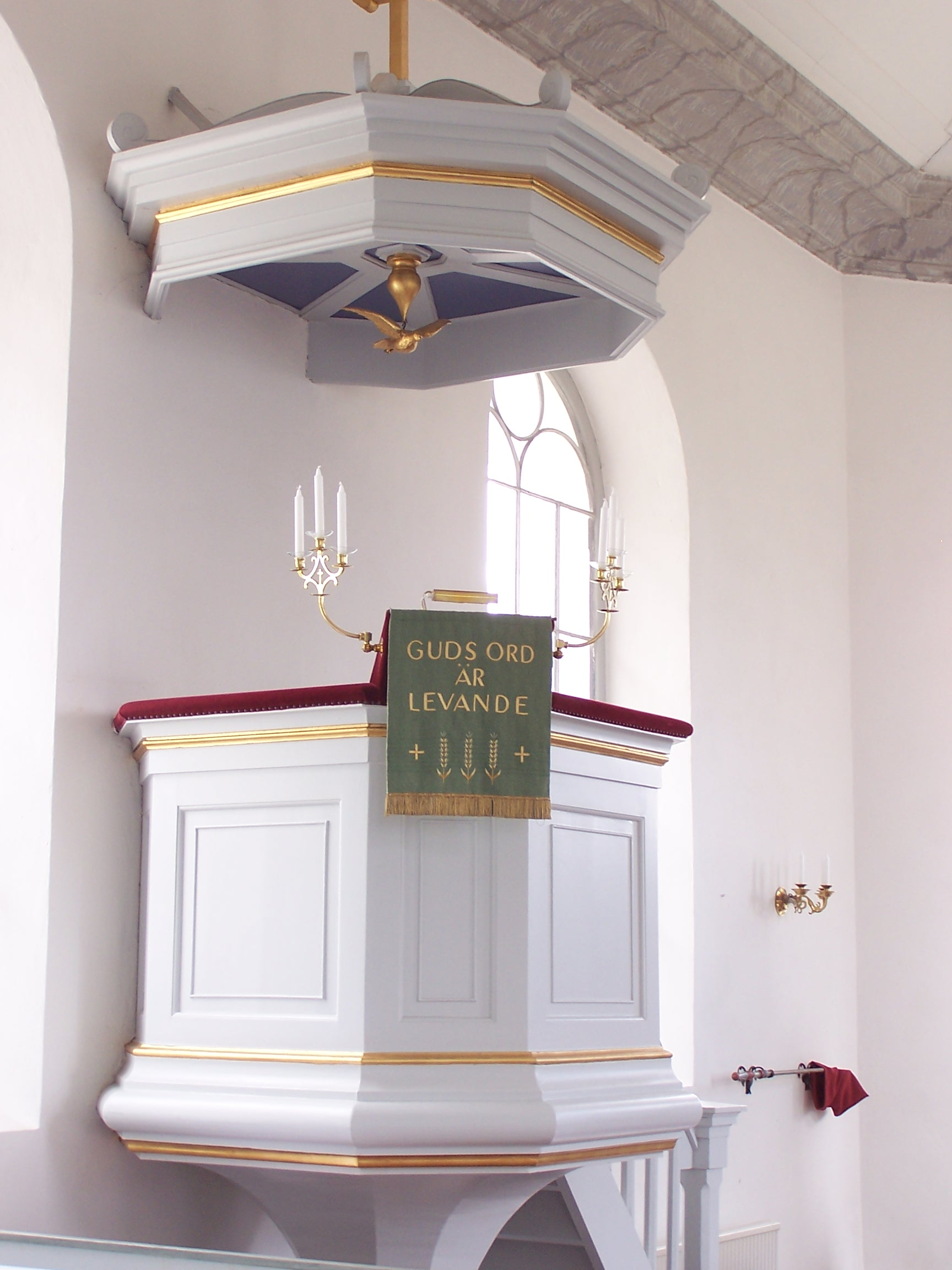
Predikstolen

### Orgel
- 1886 byggde Anders Victor Lundahl, Malmö en orgel med 8 stämmor.
- Den nuvarande orgeln byggdes 1937 av Th Frobenius & Co, Lyngby, Danmark och är en pneumatisk orgel. Den har fria kombinationer, registersvällare och automatisk pedalväxling.

| Manual I        | Manual II           | Pedal              | Koppel   |
| Borduna 16´     | Rörflöjt 8´         | Subbas 16´         | I/P      |
| Principal 8´    | Salicional 8´       | Gedacktbas 16´     | II/P     |
| Gedacktflöjt 8' | Voix celeste 8'     | Principalbas 8'    | II/I     |
| Oktava 4'       | Principal 4'        | Bordunkvint 5 1/3' | II 16'/I |
| Oktava 2'       | Flûte harmonique 4' | Kvintadena 4'      | II 4'/I  |
| Mixtur 5 chor   | Blockflöjt 2'       | Dulcian 16'        | II 4'/P  |
|                 | Sesquialtera 2 chor |                    |          |
|                 | Trumpet 8'          |                    |          |